# ژان رائو
ژان رائو (فرانسوی: Jean Raoux‎; ۱۲ ژوئن ۱۶۷۷ – ۱۰ فوریهٔ ۱۷۳۴) نقاش اهل فرانسه بود. وی در سال ۱۷۱۷ به عنوان یک نقاش تاریخی به عضویت آکادمی سلطنتی نقاشی و مجسمه‌سازی درآمد.

## نگارخانه

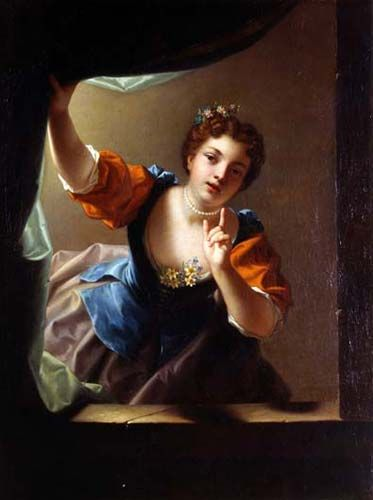
L’indiscrète (1728)
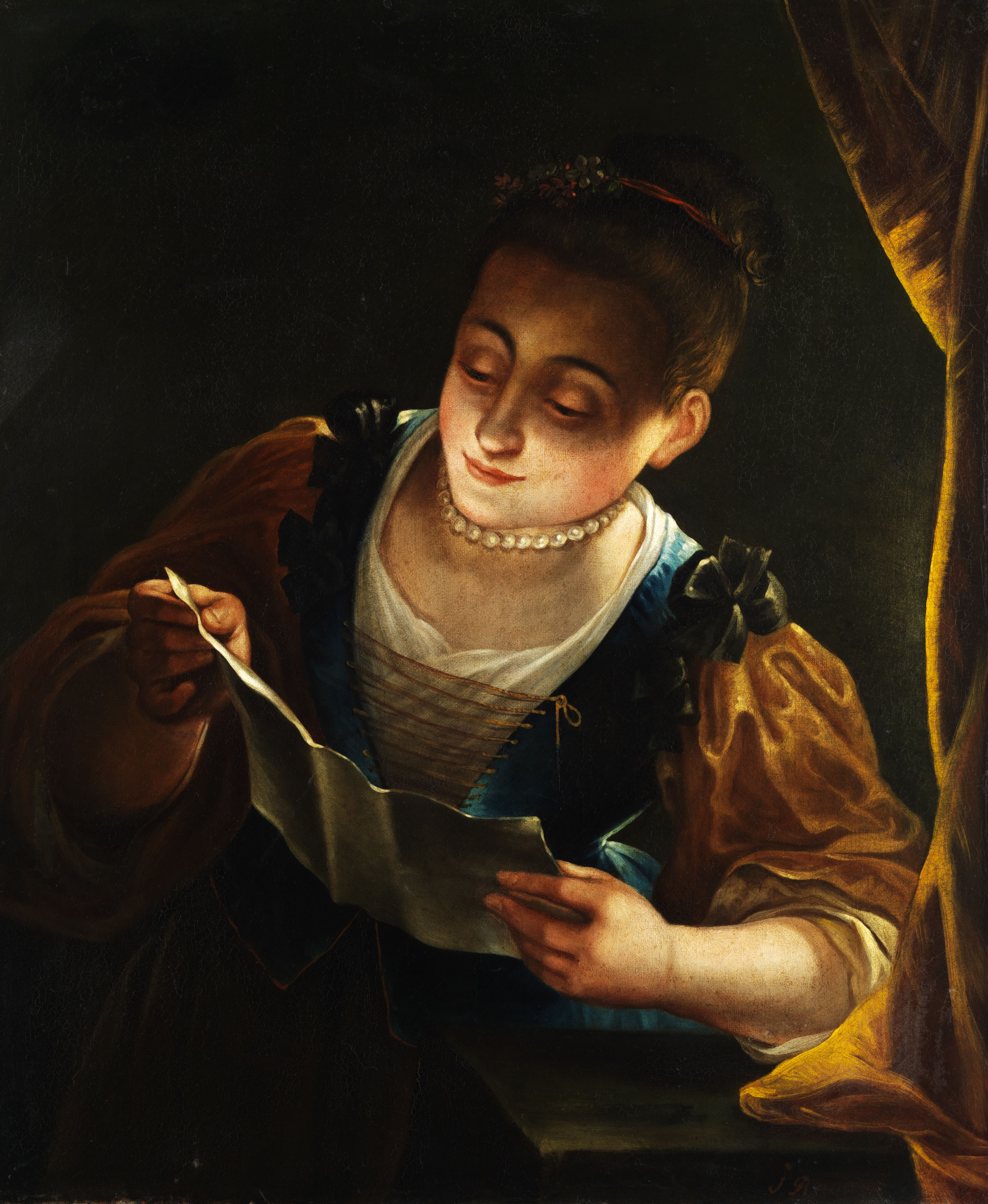
Jeune femme lisant une lettre II
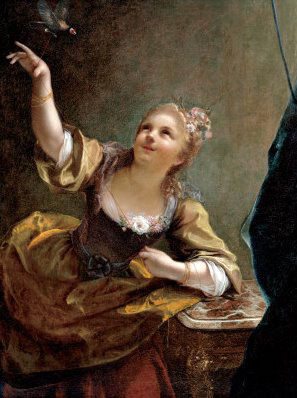
Jeune fille qui fait voler un oiseau (1717)
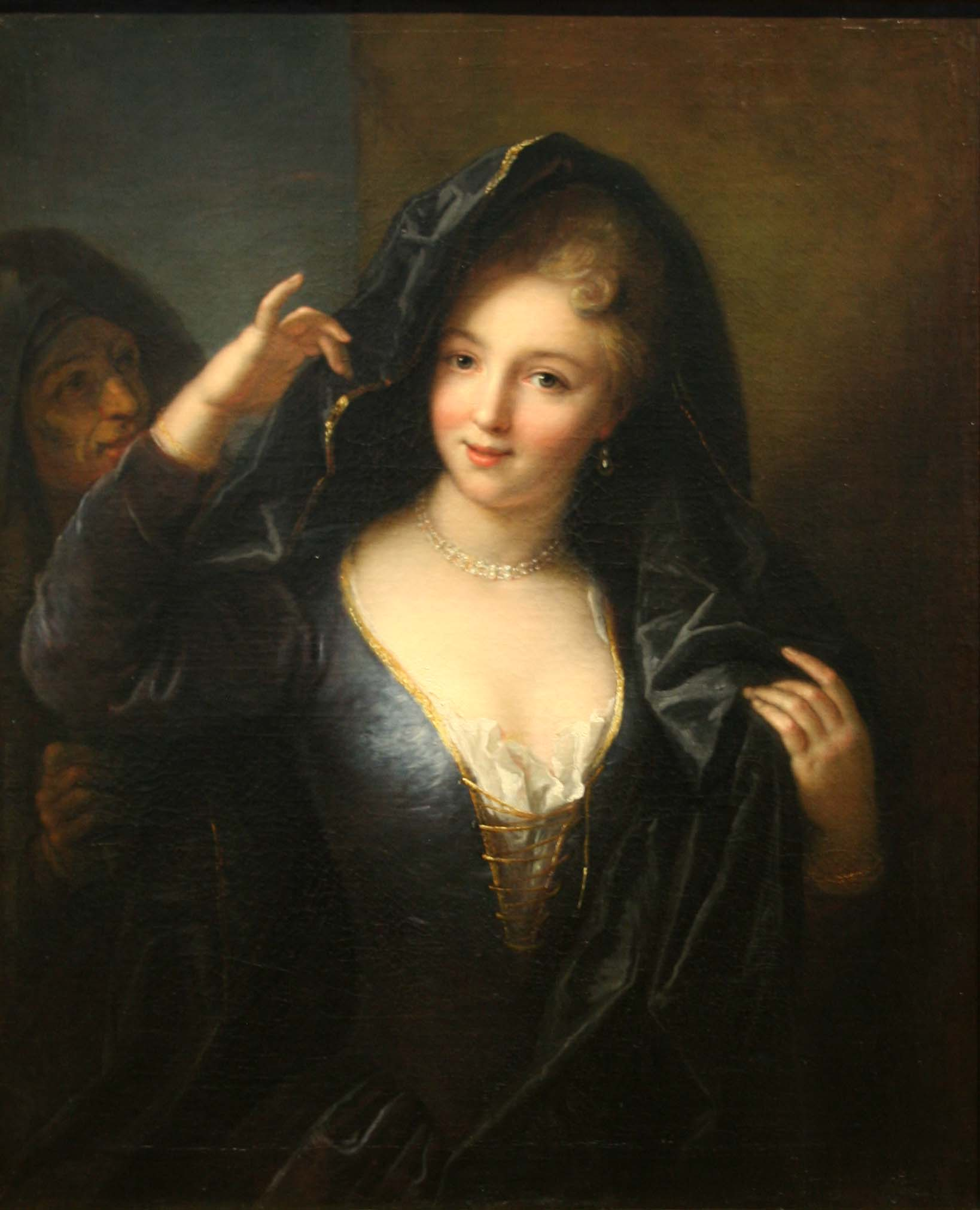
Jeune fille au collier de perles
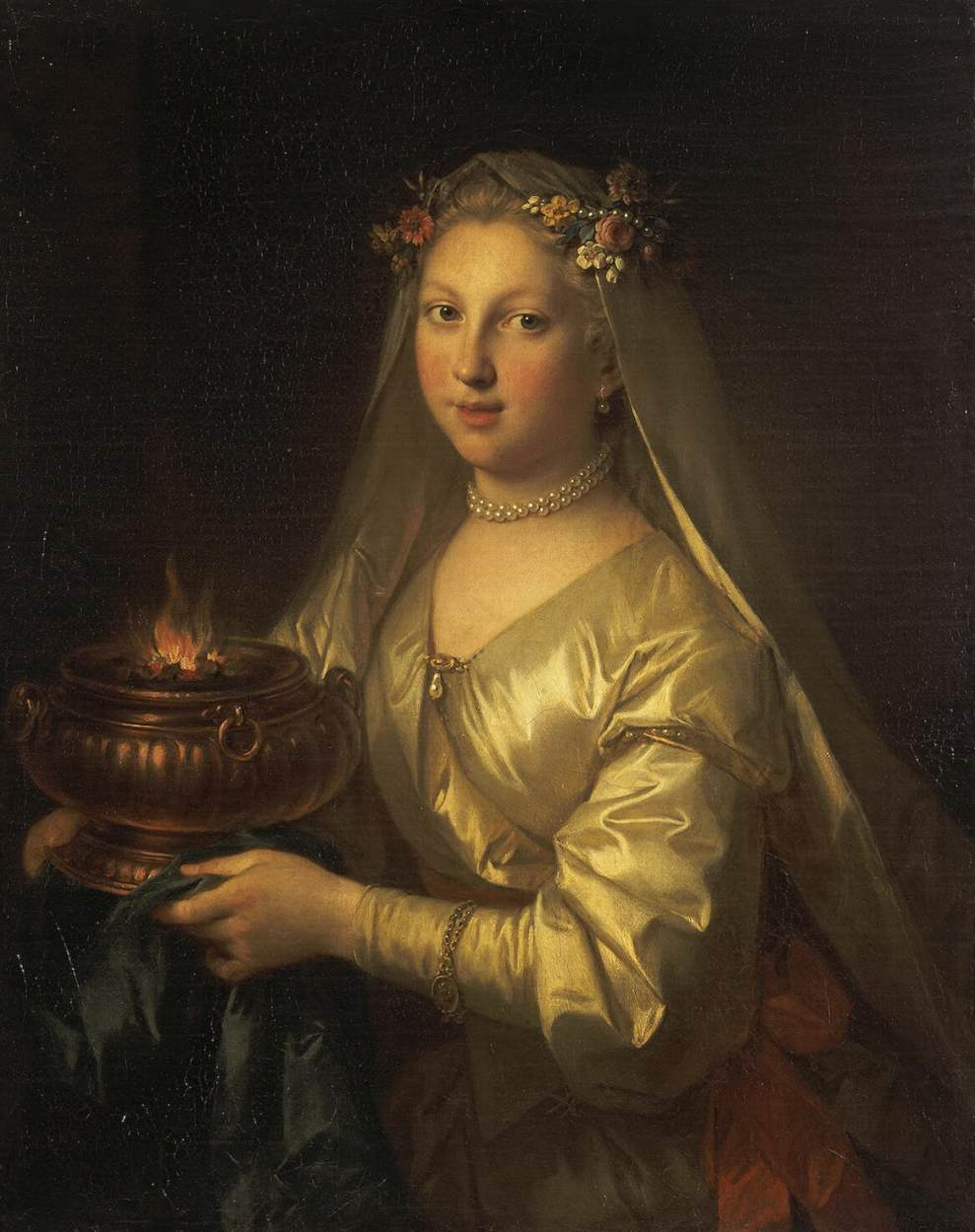
باکره‌های وستال
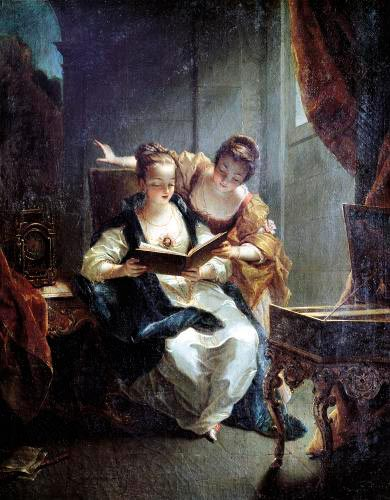
Les petites musiciennes
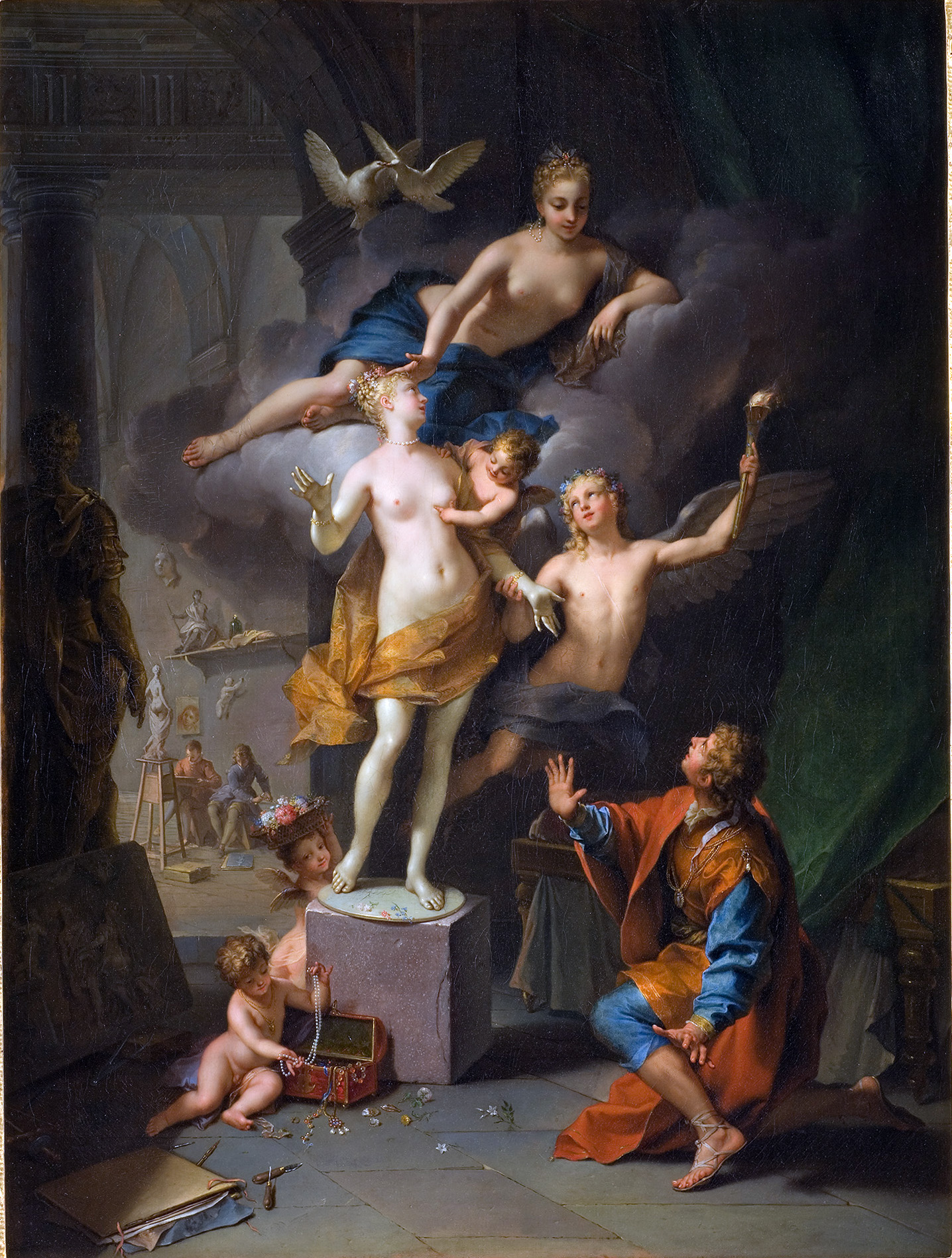
پیگمالیون amoureux de sa statue (1717)
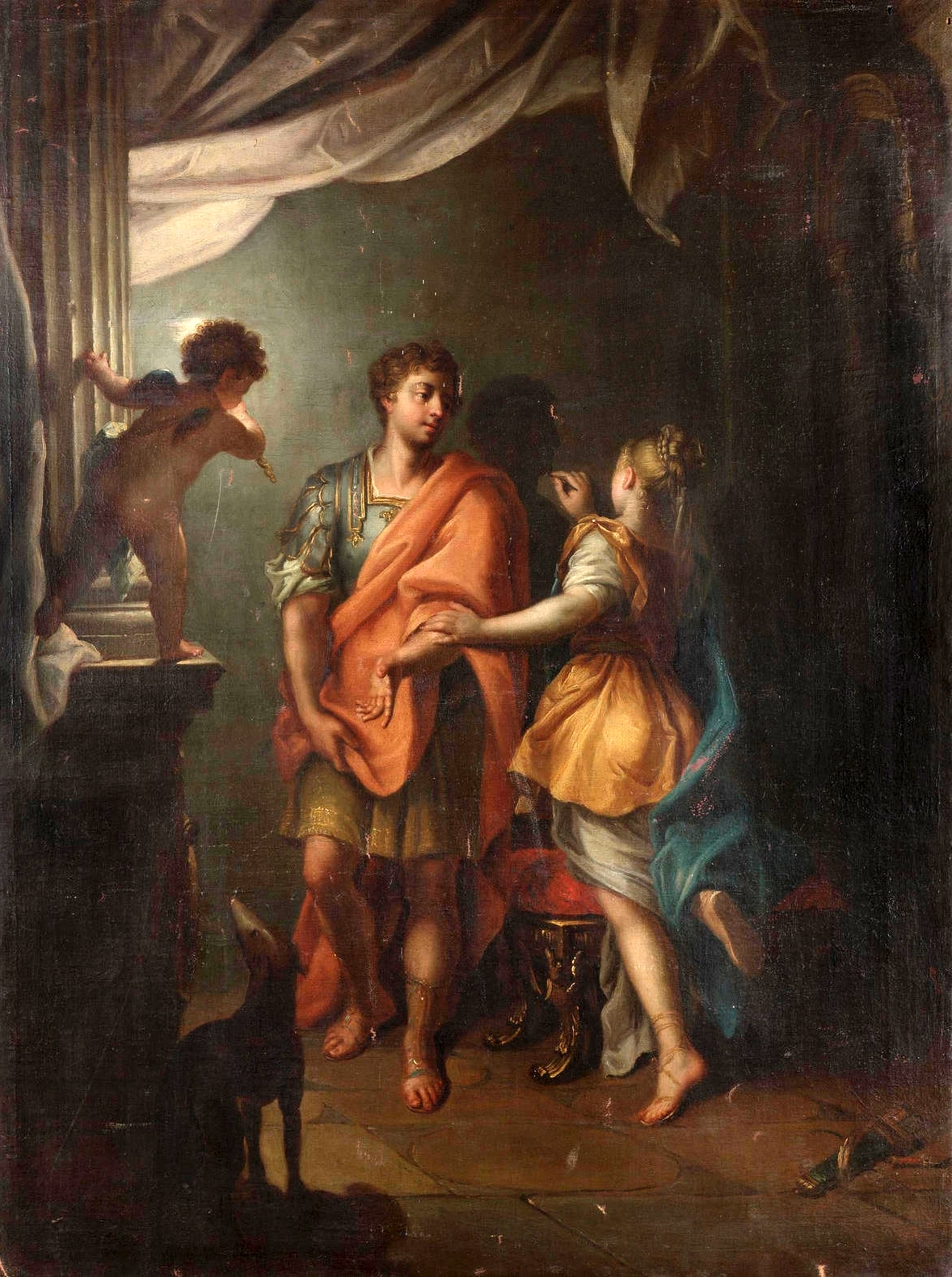
L'origine du peinture Dibutades Tracing the Portrait of her Lover
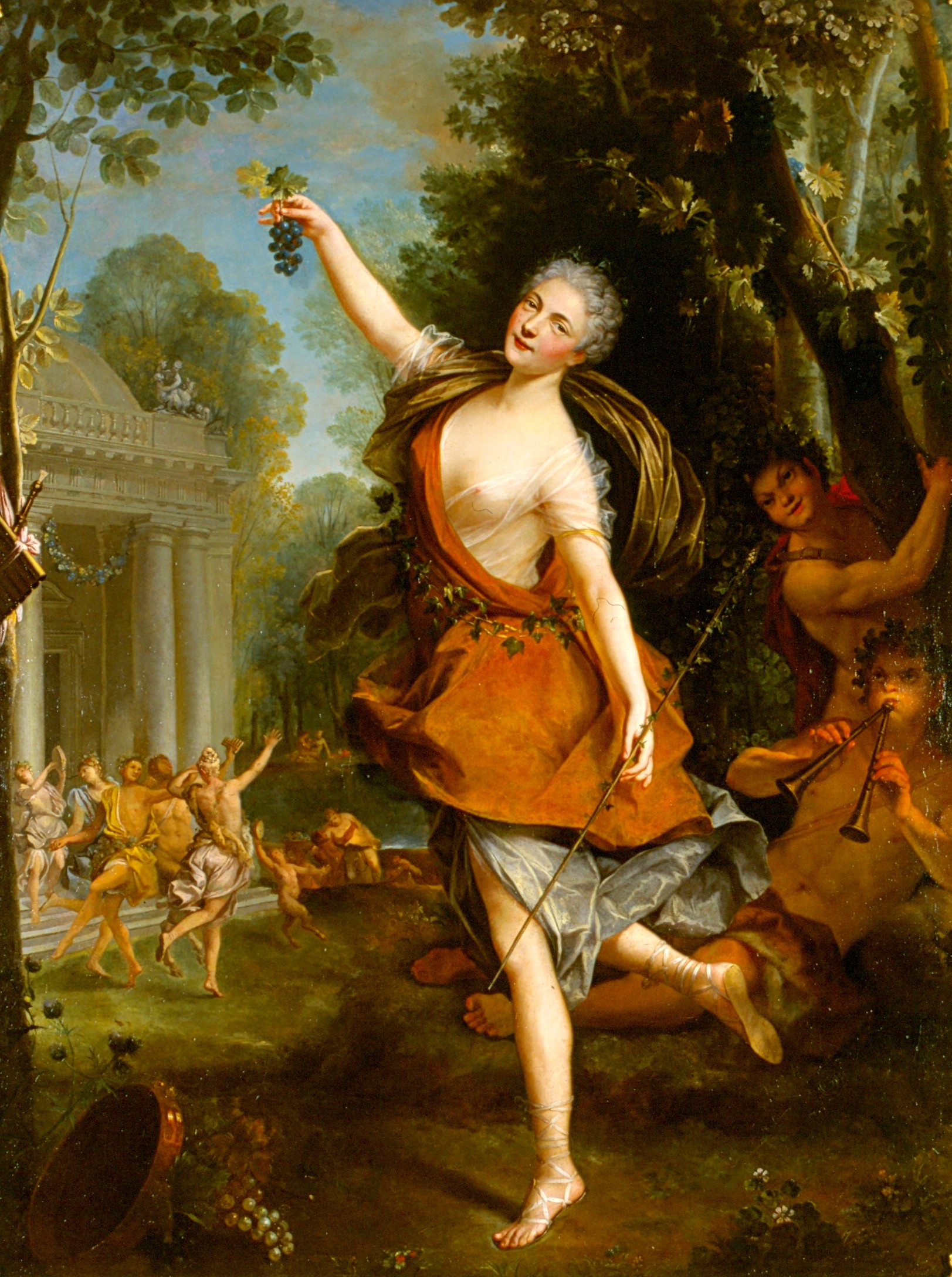
Mademoiselle Prévost, Bacchante
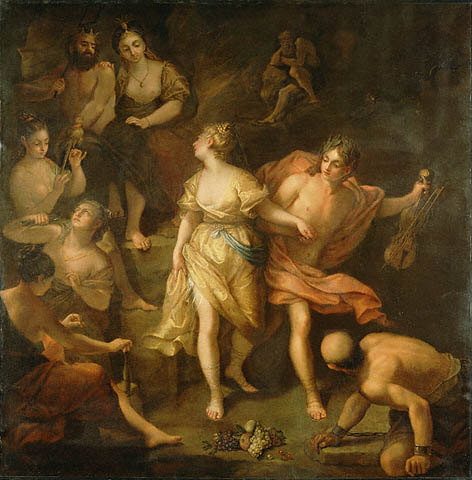
اورفئوس and ائورودیکه (c. 1718–1720)
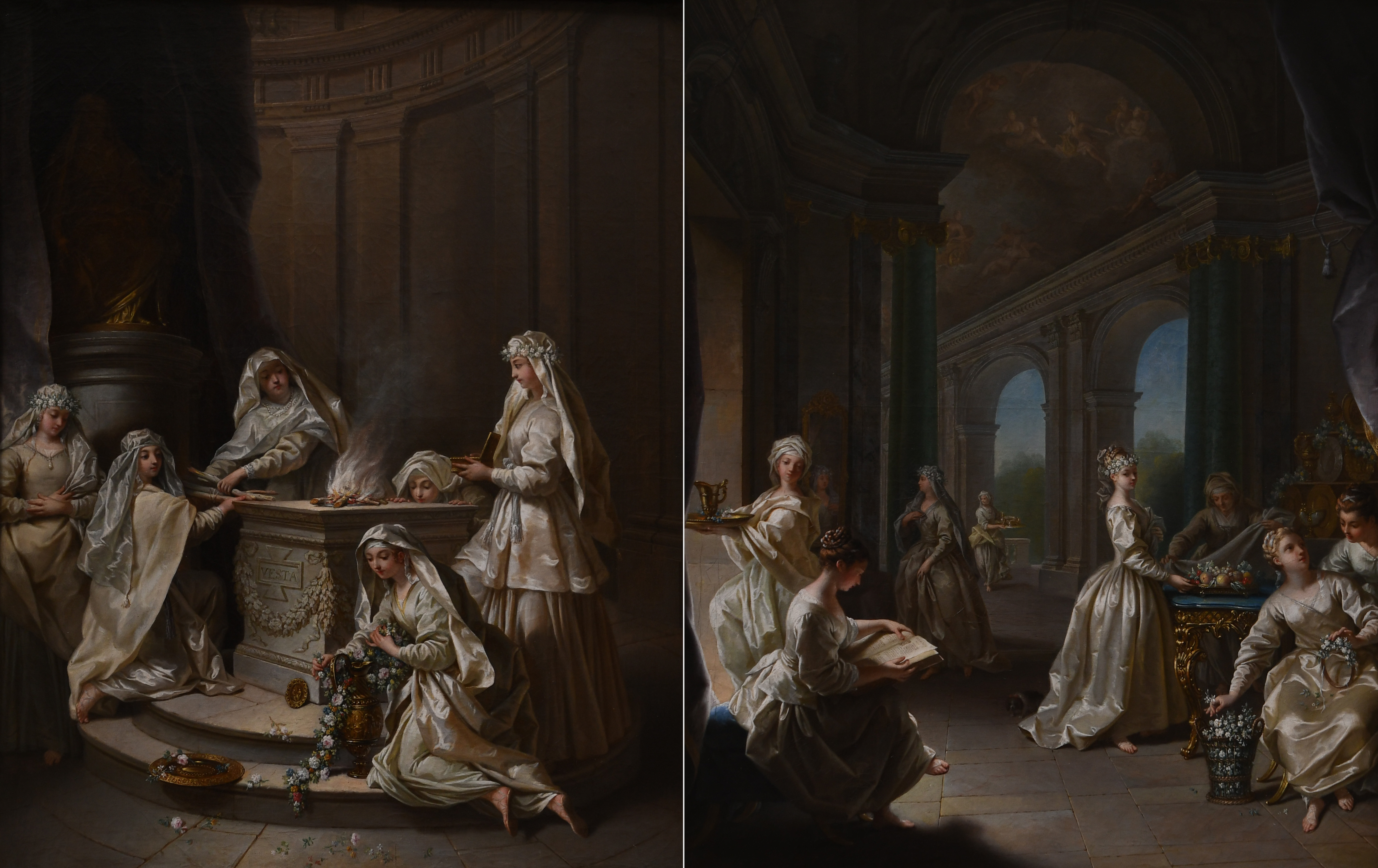
Antique Virgins (Left, 1727) and Moderne Virgins (right, 1728)